# Grégoire Demoustier
Grégoire Demoustier (ur. 26 stycznia 1991 w Villeneuve-d’Ascq) – francuski kierowca wyścigowy.

## Kariera
Demoustier rozpoczął karierę w wyścigach samochodowych w 2008 roku od startów w MitJet Series oraz THP Spider Cup. Tylko w pucharze spider był klasyfikowany. Z dorobkiem 21 punktów uplasował się tam na 17 pozycji w klasyfikacji generalnej. W późniejszych latach startował także w Zachodnioeuropejskim Pucharze Formuły Renault 2.0, Europejskiej Formule BMW, FIA GT3 European Cup, FIA GT3 European Championship, French GT Championship, Legends Cars Cup France, Blancpain Endurance Series, Europejskim Pucharze Formuły Renault 2.0 (2011 rok), Alpejskiej Formule Renault 2.0, FIA GT1 World Championship oraz w Avon Tyres British GT Championship.